# (5342) Le Poole
(5342) Le Poole es un asteroide perteneciente al cinturón de asteroides, descubierto el 30 de septiembre de 1973 por Cornelis Johannes van Houten en conjunto a su esposa también astrónoma Ingrid van Houten-Groeneveld y el astrónomo Tom Gehrels desde el Observatorio del Monte Palomar, Estados Unidos.

## Designación y nombre
Designado provisionalmente como 3129 T-2. Fue nombrado Le Poole en honor a Rudolf Le Poole, quien pasó varios años en Tucson, trabajando con G. P. Kuiper, antes de mudarse al Observatorio de Leiden. Es miembro del equipo de ciencia HIPPARCOS. También está desarrollando el Astroscan II, un instrumento de medición muy preciso para placas fotográficas, para el Observatorio de Leiden.

## Características orbitales
Le Poole está situado a una distancia media del Sol de 2,463 ua, pudiendo alejarse hasta 3,042 ua y acercarse hasta 1,884 ua. Su excentricidad es 0,235 y la inclinación orbital 14,34 grados. Emplea 1412,06 días en completar una órbita alrededor del Sol.

## Características físicas
La magnitud absoluta de Le Poole es 13,8. Tiene 5,194 km de diámetro y su albedo se estima en 0,261. 